# Djungelmajna
Djungelmajna (Acridotheres fuscus) är en asiatisk fågel i familjen starar inom ordningen tättingar.

## Utseende
Djungelmajna är en 24 cm lång och gråaktig stare med förlängda fjädrar i pannan som formar en borstliknande tofs. Den har en vit fläck på vingen och vit stjärtspets, och saknar olikt flera av dess närmaste släktingar bar hud kring ögat. Fåglar i södra Indien (mahrattensis) är brunare ovan med grå eller blåvita ögon snarare än gula.

## Utbredning och systematik
Djungelmajna delas in i fyra underarter med följande utbredning:
- Acridotheres fuscus fuscus – förekommer i Himalaya (Pakistan, Assam, Rajasthan och norra Odisha)
- Acridotheres fuscus mahrattensis – förekommer i västra indiska halvön
- Acridotheres fuscus fumidus – förekommer i nordöstra Assam
- Acridotheres fuscus torquatus – förekommer från Myanmar till Malackahalvön (utom sydligaste spetsen)

Nominatformen är även införd till Fiji, Futuna, Samoa och Taiwan.

## Status och hot
Arten har ett stort utbredningsområde och en stor population, men tros minska i antal, dock inte tillräckligt kraftigt för att den ska betraktas som hotad. Internationella naturvårdsunionen IUCN kategoriserar därför arten som livskraftig (LC).

## Bilder

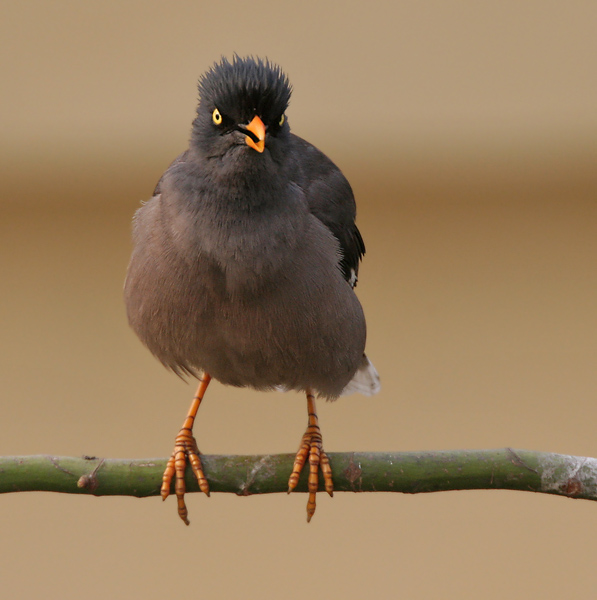
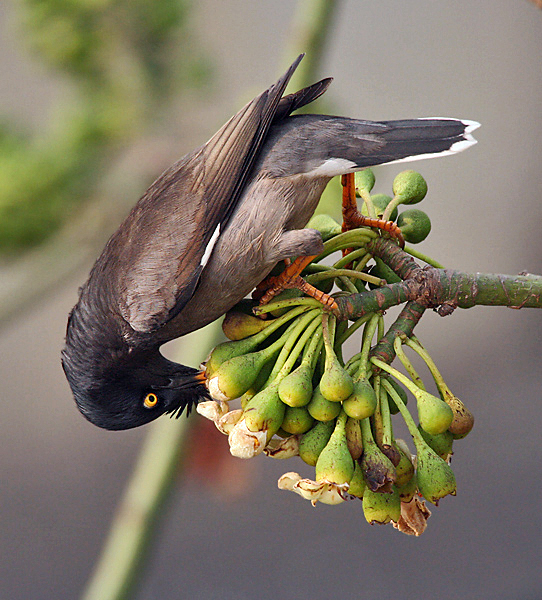
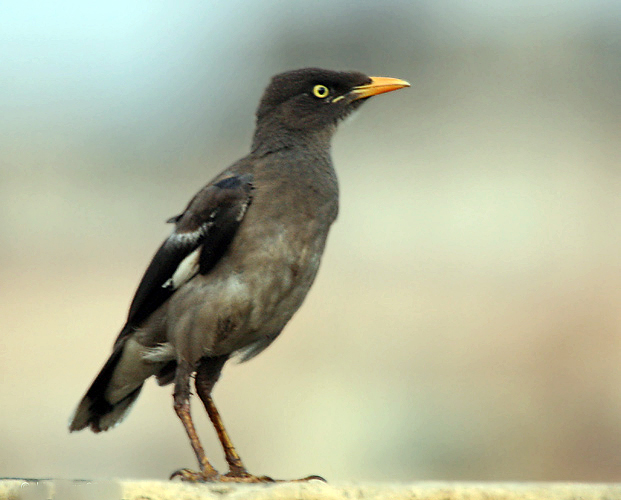